# Tetradenia kaokoensis
Tetradenia kaokoensis là một loài thực vật có hoa trong họ Hoa môi. Loài này được van Jaarsv. & A.E.van Wyk mô tả khoa học đầu tiên năm 2003.